# آرامگاه ابوعلی فارمدی
آرامگاه ابوعلی فارمدی مربوط به سدهٔ ۵ ه.ق است و در شهرستان مشهد، روستای فارمد واقع شده و این اثر در تاریخ ۷ مرداد ۱۳۸۲ با شمارهٔ ثبت ۹۲۸۲ به‌عنوان یکی از آثار ملی ایران به ثبت رسیده است.